# Nordische Sammlungen

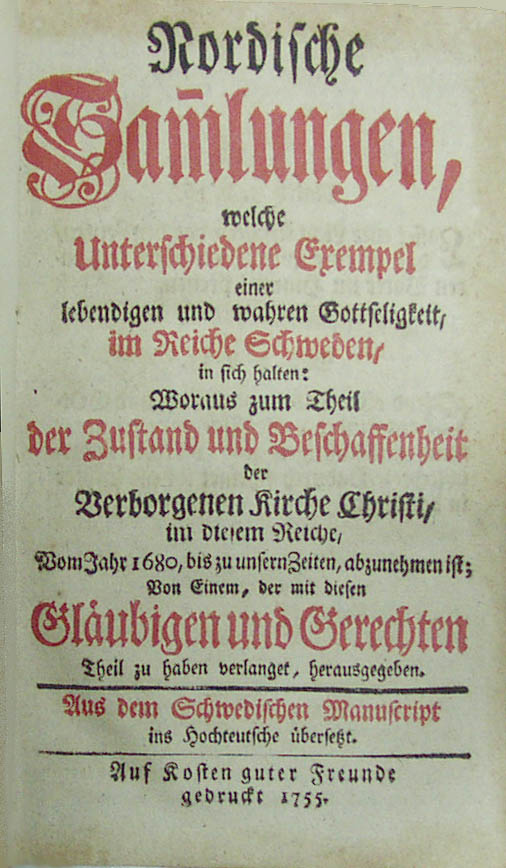
Vorblatt der "Nordischen Sammlungen"

Die Nordische Sammlungen, welche unterschiedene Exempel einer lebendigen und wahren Gottseligkeit im Reiche Schweden in sich halten  aus dem Jahre 1755 bzw. 1761 ist eine radikalpietistische Schrift des schwedischen Predigers Lars Segerholm, der zu jener Zeit im Exil in Altona lebte.
Das Werk wurde erstmals 1749 vom Pietisten Johan Forssel auf Schwedisch veröffentlicht und schließlich ins Deutsche übersetzt. Der erste Band wurde 1755, der zweite Band 1761 veröffentlicht. Das schwedische Original gilt heute als verschollen.

## Inhalt
ERSTER BAND.

Die erste Nordische Sammlung:
I. Laurentii Ulstadii merkwürdiger Lebenslauf
II. Peter Hinrichson Schäfers Schrift an das Aboischee Consistorium
III. Olai Ulhegii Memorial an das Königl. Hof-Gericht zu Abo.

Die andere Nordische Sammlung:
I. Magni Sternells Klage wider den Pastor Boetium.
II. Mag. Jacobi Boetii Verantwortung vorhergehender Klage halben.
III. Sternells nochmalige Klage wider den Mag. Boetium.
IV. Past. Boetii fernere Verantwortung.
V. Summarischer Bericht in obiger Sache, sammt der Einwendung Boetii.
VI. Das Urtheil des Hof-Gerichts über den Pastor Boetium.
VII. Boetii Erkl. gegen das Urtheil.
VIII. Jacobi Boetii Brief an König Carl den Zwölften.
X. Kurzgefasste Lebens-Historie Mag. Boetii, sammt einem Anhang dreyer Auszüge.

Der dritte Nordische Sammlung:
I. Assessor Georg Lübeckers Bericht und Glaubens-Bekenntnitz.
II. Auszug Pietistischer Acten.
III. Peter Hinrichson Schäfers Ermahnungs-Schreiben an Esther Jens-Tochter; Sammt desselben Urtheil über sel. Gottfr. Arnolds Schriften.
IV. Secretaire Nils Langs und Kaufmann Michael Grubbs Bittschrift an den König.
V. Königl. Majest. Endschluss, das angegebene Unwesen zu Uhmo betreffend.
VI. Probsten Nils Grubbs erbauliche Predigt.
VII. Königl. Majest. Endschluss, in Ansehung der zu Sikla gehaltenen Zusammenkünfte.
VIII. Frau Metta Widmanns kurzbeschriebenes Leben.

ZWEYTER BAND.

Der Vierte Nordische Sammlung:
I-V. Eric Tolstadius